# Pumpspeicherkraftwerk Happurg
Das Pumpspeicherkraftwerk Happurg bei Happurg im mittelfränkischen Landkreis Nürnberger Land (Bayern) war von 1958 bis 2011 in Betrieb. Das Unterbecken des Kraftwerksystems ist der Happurger See. Das 1,8 Millionen Kubikmeter fassende und seit 2011 trockengelegte Oberbecken befindet sich auf dem westlich davon liegenden Deckersberg.

## Technik
Das Wasserkraftwerk wird von Uniper betrieben. Es verfügt über vier Turbinensätze mit einer Gesamtleistung von 160 Megawatt bei einer Fallhöhe von 209 m (Differenz Wasserspiegel Oberbecken zu Unterbecken). Das Oberbecken hat ein Volumen von 1,8 Millionen Kubikmeter und konnte Wasser mit einer Lageenergie für 840 MWh Strom speichern. Es war damit das größte Pumpspeicherkraftwerk in Bayern, vergleichbar mit Langenprozelten bei Gemünden am Main. Der Stromnetzanschluss erfolgt auf der 110-kV-Hochspannungsebene des Verteilnetzbetreibers Bayernwerk.

## Geschichte
Nach vierjähriger Bauzeit ging das Kraftwerk 1958 ans Netz. In den insgesamt 47 Jahren Betriebszeit war es zu 99 Prozent betriebsbereit, eine Spitzenleistung bei deutschen Kraftwerken.
Schon im Jahr 1962 wurde das Oberbecken wegen Lecks saniert.
2011 waren noch 15 Mitarbeiter für Wartung und Reparatur eingesetzt, die Steuerung des Kraftwerkes erfolgte von den Betriebsführungen in München oder Landshut aus.

## Sanierungsarbeiten
Am 18. Januar 2011 zeigten die Messgeräte an den Überwachungsbrunnen am Oberbecken erhöhte Werte an. E.ON veranlasste daraufhin eine Einstellung des Kraftwerksbetriebs und die vorsorgliche Entleerung des Oberbeckens, um die Beckensohle auf mögliche Schadstellen zu untersuchen. Dabei wurden in der Beckensohle Einbrüche von bis zu 12,5 Meter Länge und 1,5 Meter Tiefe gefunden. In der Folge wurde ein detailliertes Erkundungsprogramm zur Schadensursache durchgeführt. Die Ursache der Einbrüche und des damit verbundenen Wasserverlusts war ein verfülltes Karst-Höhlensystem, das das Becken auf einer Breite von bis zu 120 Metern und einer Tiefe von 20 bis 36 Metern unterquert.
Die Sanierungsarbeiten des Oberbeckens sollten ursprünglich im Sommer 2012 beginnen und bis Ende 2013 andauern. Dabei war geplant, etwa 11.000 Betonsäulen mit 60 cm Durchmesser und bis zu 20 m Länge in den Karstboden einzubringen, die die Haupttraglast der Wasserwanne aufnehmen sollten. Der Beckenboden sollte künftig aus einer 16 cm dicken Tragschicht aus Schotter und Bitumen bestehen, darüber eine Drainage mit Sensoren, eine Geotextildecke und als oberster Abschluss eine 1,20 m dicke Lehmschicht. Die Wiederinbetriebnahme des Kraftwerks war für Ende 2013 geplant.
Die Sanierungsmaßnahmen sollten nach weiteren Bodenuntersuchungen im Frühjahr 2014 beginnen. Dadurch verschob sich der geplante Termin für die Wiederinbetriebnahme auf den Sommer 2016. Dabei sollte der Damm des Oberbeckens komplett erneuert werden.
Bereits 2013 wurde die Wiederinbetriebnahme nach Vorliegen des Sanierungsgutachtens auf 2017 verschoben.
Im September 2015 wurde bekannt, dass der Beginn der Sanierungsmaßnahmen auf frühestens 2019 verschoben wurde, aber immerhin die Rechtsgrundlage für die Sanierung durch Genehmigung des Planfeststellungsbeschlusses des Landratsamtes Nürnberger Land geschaffen worden war.
Im Rahmen dieser Arbeiten soll die Dammkrone um 4 Meter verbreitert werden, was die Möglichkeit einer späteren Erhöhung und damit einer Kapazitätserweiterung des Speichers um 10 %, bieten soll.
Für die Sanierung des Oberbeckens gab der Betreiber 2018 an, bereit zu sein, einen dreistelligen Millionenbetrag zu investieren. Voraussetzung wäre, dass die Regierung die Richtlinien für Pumpspeicherkraftwerke so an die Richtlinien für Solar- und Windkraftwerke anpasst, dass ein wirtschaftlicher Betrieb gewährleistet ist.

2020 verlängerte das Landratsamt Nürnberger Land auf Antrag des Betreibers Uniper den Planfeststellungsbeschluss für die Sanierung des Oberbeckens um fünf Jahre. Wegen der Unwirtschaftlichkeit des ursprünglichen Sanierungsvorhabens mit 20 Metern tief in den Boden reichenden 11000 Betonsäulen, das auf 150 Millionen € veranschlagt wurde, wurde zwischenzeitlich eine kostengünstigere Alternative angestrebt. Nach einer Schätzung von 2020 würden die Bauarbeiten drei Jahre  benötigen.
Uniper kündigte im September 2021 an, eine ergebnisoffene Prüfung durchzuführen und die Entscheidung über die Inbetriebnahme frühestens 2023 treffen zu wollen. Nach der russischen Invasion der Ukraine drohte Uniper insolvent zu werden und wurde am 19. Dezember 2022 zu 99,12 % durch die Bundesrepublik Deutschland übernommen.
Im Juni 2024 gab Uniper bekannt, das Kraftwerk bis 2028 wieder in Betrieb nehmen zu wollen, dafür würden 250 Mio. € investiert.  Die Bauarbeiten zur Wiederherstellung der Betriebsfähigkeit des Pumpspeicherwerks Happurg sind im Frühjahr 2025 in vollem Gang. Das Oberbecken wird saniert, mit Asphalt und Folien abgedichtet und die Grundplatte des Einlaufbauwerks verstärkt. Die Turbinen und Generatoren wurden zur Überholung ausgebaut.

## Reaktionen
Da Sonnenlicht und Wind nicht gleichmäßig zur Verfügung stehen, sind Speicher für den mit Photovoltaik- und Windanlagen erzeugten Strom essentiell, damit bei Stromüberschuss die Anlagen nicht abgeschaltet oder der Strom verschleudert werden muss und bei Strommangel der Strom aus dem Speicher zurückgewonnen werden kann. Deshalb sei es nach Aussage des Abgeordneten Martin Stümpfig nicht zu verstehen, dass der Gesetzgeber immer noch den Einsatz dieser umweltfreundlichen Speichertechnologie erschwert, indem er die EEG-Umlage gleich doppelt einfordert. So muss diese sowohl für das Einspeichern (Umwandlung von elektrischer Energie in potentielle Energie des Wassers durch Hochpumpen) als auch für das Ausspeichern (Umwandlung der potentiellen Energie des Wassers in elektrische Energie beim Herabfließen) entrichtet werden. „Es ist schon Wahnsinn, wenn man aufgrund der geltenden Regelungen im Strommarkt so eine Anlage stillstehen lassen muss“, sagt Jürgen Damm, der Leiter der Kraftwerksgruppe der Deutschen Wasserkraft bei Uniper. Das Gesetz zur Änderung des Erneuerbare-Energien-Gesetzes und weiterer energiewirtschaftsrechtlicher Vorschriften zur Steigerung des Ausbaus photovoltaischer Energieerzeugung vom 8. Mai 2024 schafft dahingehend auch Erleichterungen für Stromspeicher.

## Bildergalerie

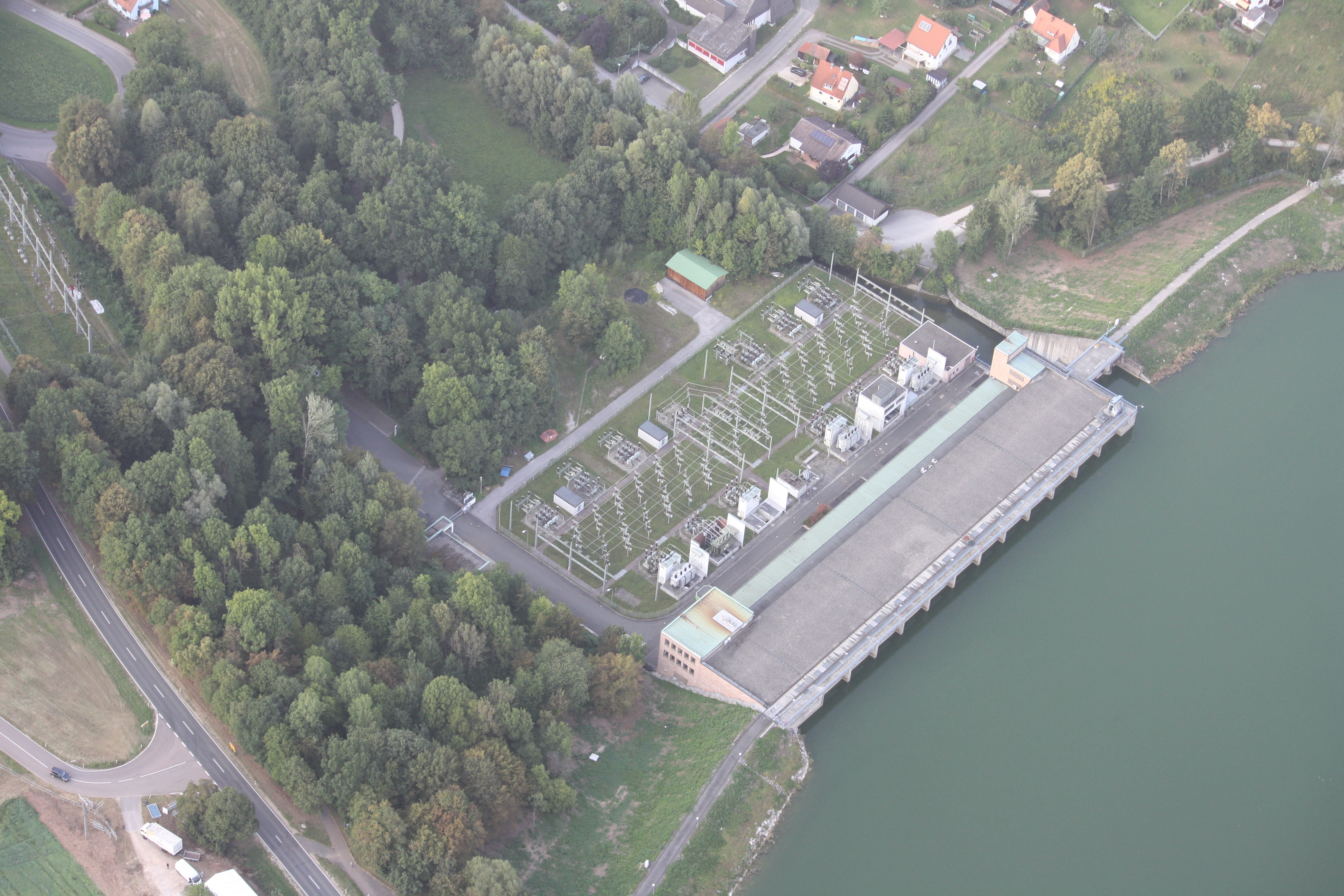
Das Kraftwerk aus der Luft
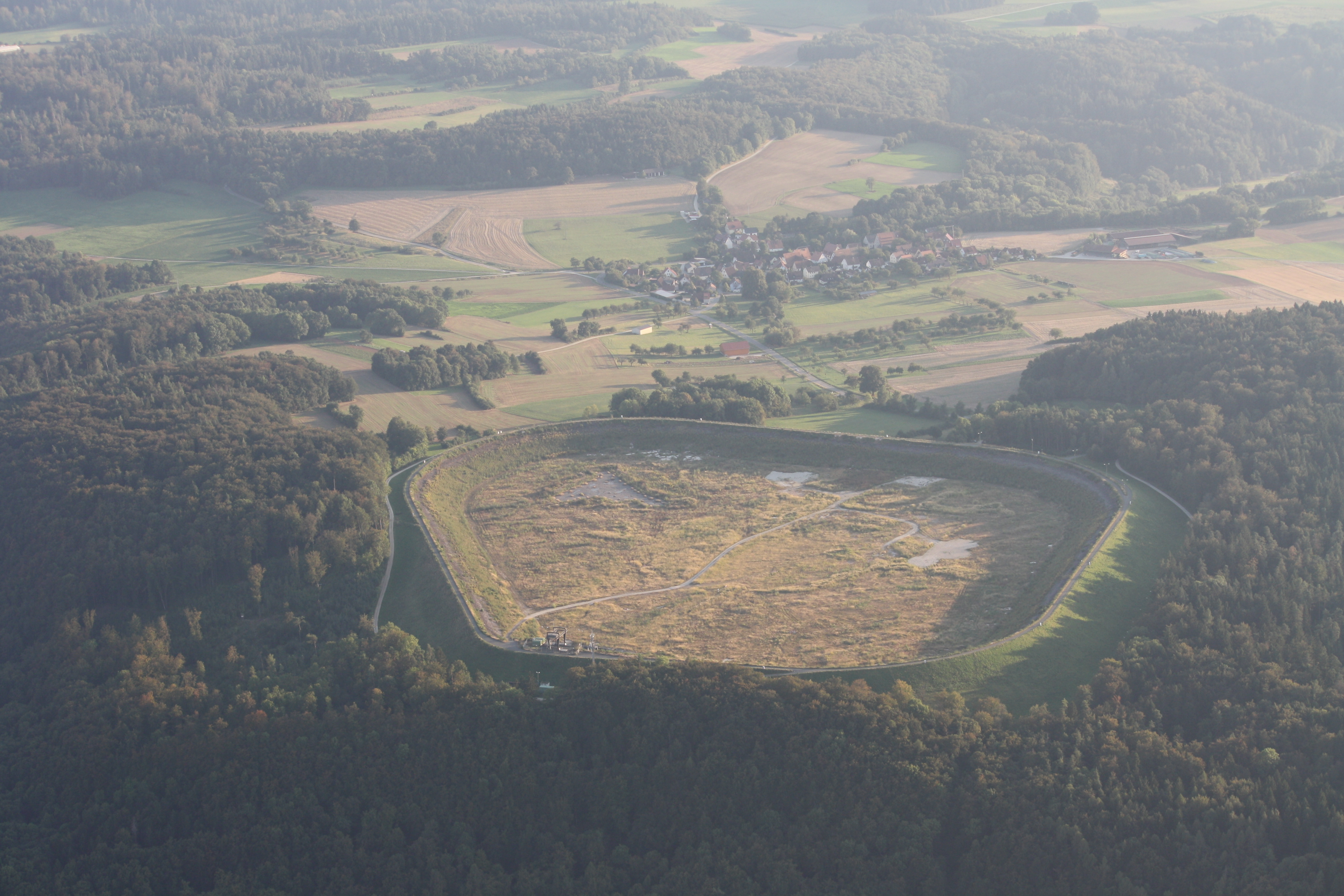
Das entleerte Oberbecken Deckersberg (2016)
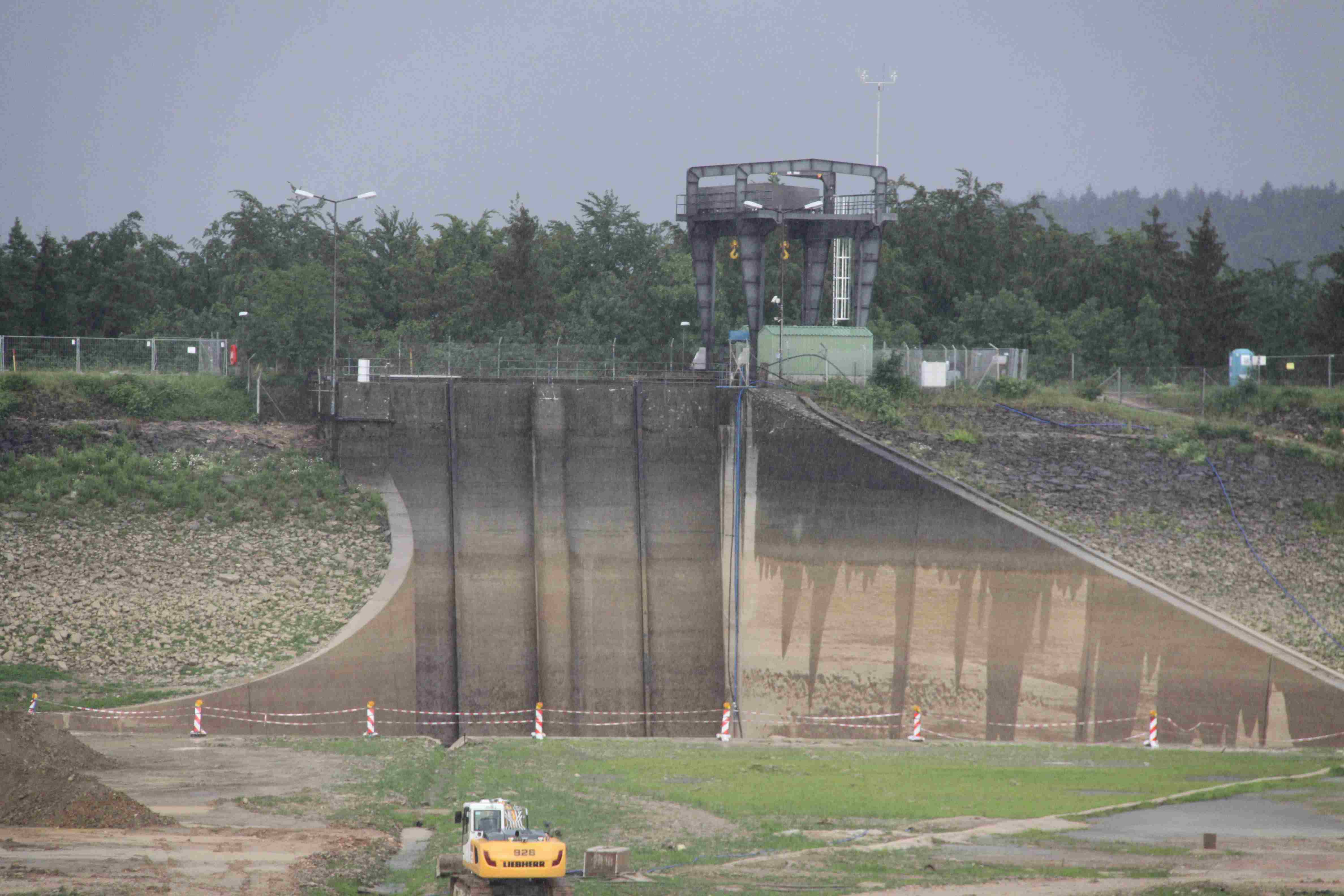
Einlaufbauwerk des Oberbeckens Deckersberg